# Bargaun
Bargaun (nep. बरगाउँ) – gaun wikas samiti w zachodniej części Nepalu w strefie Karnali w dystrykcie Humla. Według nepalskiego spisu powszechnego z 2011 roku liczył on 169 gospodarstw domowych i 738 mieszkańców (342 kobiety i 396 mężczyzn).